# VTEC

Логотип VTEC

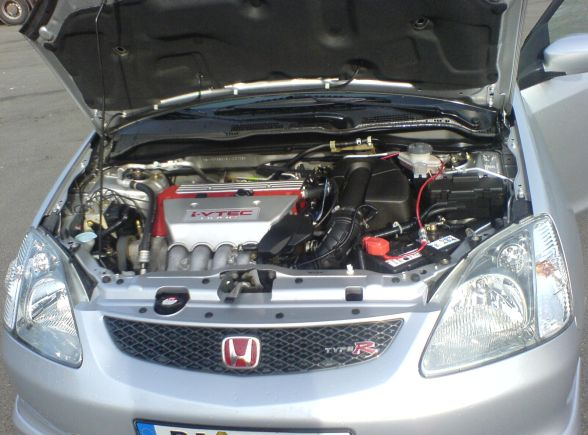
i-VTEC в двигателе Civic Type R

VTEC (англ. Variable valve Timing and lift Electronic Control) — электронная система управления фазами газораспределения. Используется в бензиновых двигателях внутреннего сгорания фирмы Honda. Система позволяет эффективно управлять наполнением камер сгорания топливо-воздушной смесью. Изначально система создавалась для условий атмосферного давления, но позже стала применяться и в двигателях с наддувом. На низких оборотах двигателя система обеспечивает экономичный режим работы, на средних — максимальный крутящий момент, на максимальных оборотах — максимальную мощность. 
Реализация VTEC была разнообразна на протяжении её существования, поэтому является целым семейством систем управляемого газораспределения фирмы Honda.

## Введение в VTEC
В обычном четырёхтактном двигателе внутреннего сгорания впускные и выпускные клапаны управляются кулачками распредвала. Форма этих кулачков определяет момент начала открытия, ход и конец открытия клапана относительно процесса работы двигателя. Ход определяет высоту открытия клапана, а продолжительность открытия отвечает на вопрос «как долго клапан был открыт». Из-за различного поведения топливо-воздушной смеси и отработанных газов в цилиндре до и после зажигания на разных оборотах двигателя, требуются различные настройки работы клапанов. Так, оптимальное соотношение момента, хода и продолжительности открытия клапана на низких оборотах, выльются в недостаточное наполнение цилиндров на высоких оборотах, что сильно уменьшит выходную мощность. И наоборот, оптимальные настройки для высоких оборотов приведут к неустойчивой работе на холостом ходу. В идеале двигатель должен уметь изменять эти установки в широких пределах, подстраиваясь под ситуацию.
На практике спроектировать и создать такой двигатель достаточно трудоёмко и нерентабельно. Предпринимались попытки использования соленоидов вместо обычных подпружиненных кулачков, но такие схемы не дошли до массового производства по причине дороговизны и сложности в исполнении.
Honda VTEC — это попытка совмещения производительности двигателя на высоких оборотах с экономичностью и стабильностью на низких. 
Кроме того, в Японии существуют налоги на объём двигателя, заставляя производителей выпускать высокопроизводительные двигатели с относительно маленьким рабочим объёмом. В спортивных машинах, таких как Toyota Supra и Nissan 300ZX, мощность достигается турбонаддувом, Mazda RX-7 и RX-8 используют высокооборотистый роторный двигатель. VTEC — это ещё один подход к созданию мощного малообъёмного двигателя.

## DOHC VTEC (1989—2001)

Анимация работы DOHC VTEC (для одного ряда клапанов).

Первоначально VTEC был реализован в конце 1980-х на двигателе с двумя распределительными валами (DOHC) и был самой мощной версией до 2001 года.  Это был легендарный для своего времени B16A. На каждом распределительном вале для каждого цилиндра  вместо обычных двух кулачков были выполнены три. Два крайних кулачка задавали ход клапанов в обычном режиме, тогда как средний кулачок имел профиль под высокие обороты. Механизм клапанов был устроен так, что с помощью давления моторного масла, подаваемого через электронно-управляемый клапан, выдвигались штифты, которые обеспечивали привод клапанов от центрального «мощностного» кулачка, вместо крайних. Система VTEC имела также датчик давления масла, по которому компьютер определял момент подключения и отключения штифтов, и выбирал соответствующие моменты впрыска и угла опережения зажигания. Таким образом, по командам электронного блока управления двигателя, при соблюдении ряда условий, мотор мог получать больше рабочей смеси и развивать большие обороты, выдавая больше мощности. У двигателя после 5000 об/мин наступало как бы «второе дыхание». Для конца 1980-х — начала 1990-х годов, двигатель объёмом 1,6 л, выдающий 160—180 л. с. на атмосферном давлении, имеющий довольно простую и надёжную конструкцию с высоким запасом прочности, был весьма прогрессивен.

## SOHC VTEC (1991—2001)
С ростом популярности и рыночного успеха VTEC, Honda выпустила упрощённую версию VTEC — SOHC VTEC. Поскольку VTEC работает только на впускных клапанах, а в SOHC двигателе Honda используется один общий распредвал для двух впускных и двух выпускных клапанов, то расположению среднего кулачка препятствует свеча зажигания, которая расположена между двумя выпускными клапанами. Это ограничение было снято лишь в 2009 году, когда появились двигатели V-6 J37A2 / J37A4 для Acura RL / TL, имеющие один распредвал в каждой из двух ГБЦ, но при этом SOHC VTEC оперирует как впускными, так и выпускными клапанами. Для этого используются 6 кулачков и 6 коромысел для каждого цилиндра.

## SOHC VTEC-E (Economy или Effective; 1991—2001)
Следующая версия SOHC VTEC, VTEC-E, была разработана не для повышения производительности на высоких оборотах, а для повышения экономии топлива на низких оборотах или же просто низкой нагрузке на мотор. Функционировала только для впускных клапанов. Для этого, воздействие на клапаны осуществлялось не напрямую от кулачков распредвала, а через посредников — рокеры, или коромысла, которыми VTEC-E может управлять с помощью подачи давления масла на специальные соединительные штифты. На низких оборотах каждый впускной клапан открывался с помощью персонального кулачка распредвала. При этом полноценно открывался только один впускной клапан из двух, в то время как второй открывался незначительно и на меньшее время, создавая совместно с первым сильные завихрения вокруг зоны свечи. Это позволяло использовать обеднённую смесь, добиваясь стабильности воспламенения с помощью достаточно богатой смеси у свечи, одновременно при этом бедной у краёв цилиндра, что вместе с EGR в целом позволяло экономить топливо. При высоких оборотах (не менее 2500) и повышенной нагрузке ЭБУ включал клапан VTEC, и тем самым включался в работу общий для обоих клапанов специальный кулачок, третий, с агрессивным профилем, и оба клапана начинали открываться одинаково в мощностном режиме. Либо же, в более ранних версиях VTEC-E, особого высокопроизводительного кулачка не было — второй клапан просто начинал работать по профилю первого, который мог быть как обычным, так и агрессивным. Однако, мощностный режим VTEC-E скорее похож на обычный для классического двигателя без системы VTEC. Поэтому соотношение мощности и объёма двигателей с VTEC-E примерно соответствовало обычным моторам, при этом давая выигрыш в экономии топлива при умеренном стиле езды.

## 3-stage SOHC VTEC (3-стадийный SOHC VTEC; 1995—2001)
Также, Honda представила на некоторых рынках 3-ступенчатый SOHC VTEC. Эта система является комбинацией SOHC VTEC и SOHC VTEC-E. На низких оборотах работает только один клапан (как в VTEC-E), на средних — оба клапана по профилю одного из них (как в ранних VTEC-E; для активации этого режима срабатывал первый соленоид VTEC), а на высоких оборотах в действие вступают высокопроизводительные кулачки (как на обычном VTEC; для активации срабатывал второй соленоид VTEC). Таким образом, сочетается экономичность и мощность, по сравнению с предыдущими версиями, но возрастает сложность и стоимость двигателя.

## i-VTEC (с 2001)
i-VTEC ('i' означает интеллектуальный (англ. intelligent)) дополнительно представил непрерывно изменяемые фазы газораспределения (VTC — Variable Timing Control) на распредвале впускных клапанов в системе DOHC VTEC. 

### K-серия

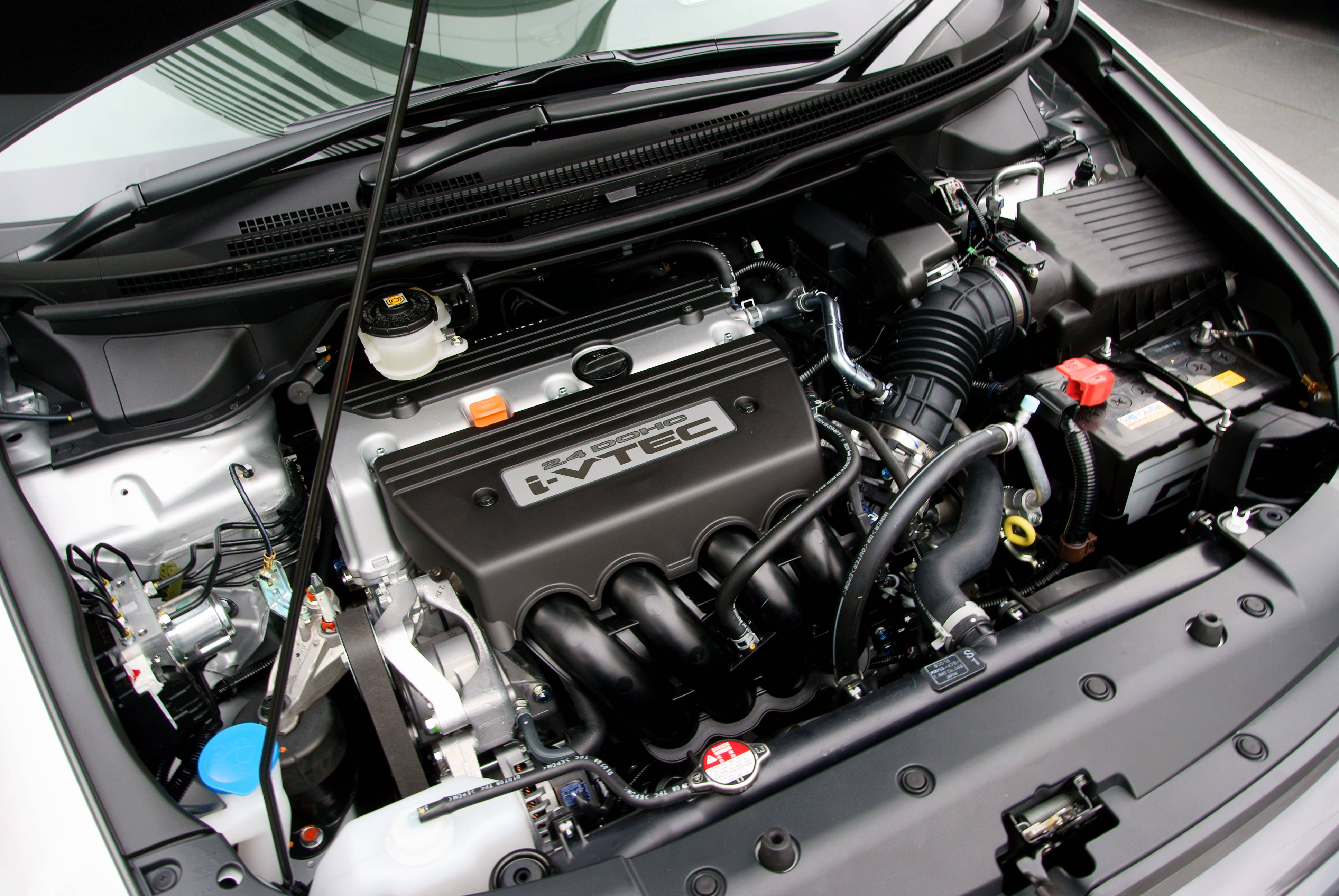
Двигатель Honda K24A с системой i-VTEC

Технология i-VTEC впервые применялась на четырёхцилиндровых двигателях серии К в 2001 году (в 2002 в США). Подъём и продолжительность открытия клапанов по-прежнему управлялся разными фиксированными профилями кулачков, но впускной распредвал получил способность произвольно смещать угол начала хода клапанов от 25 до 50 градусов (в зависимости от двигателя). Для этого шестерня распредвала сделана не цельной деталью, а гидравлическим механизмом. Фазы управляются компьютером, используя давление масла внутри механизма шкива. Регулирование фаз зависит от оборотов и нагрузки двигателя, и фазы могут варьироваться от отсутствия опережения на холостом ходу — до максимального опережения под полным газом и низкими оборотами. Как следствие, увеличивается момент на низких и средних оборотах. Важной способностью такой системы является т.н. «перекрытие клапанов», когда впускные и выпускные клапаны оказываются одновременно открыты для лучшей вентиляции. Кроме поднятия мощности на высоких оборотах, это даёт возможность использовать рециркуляцию выхлопных газов без традиционно применяемого особого клапана EGR.
Для моторов серии К существуют две разновидности i-VTEC:
Первая использует оба распределительных вала и создана для мощных моторов, таких как в RSX Type-S, TSX, Odyssey Absolute. Имеет повышенную степень сжатия.
Вторая использует лишь впускной вал по принципу, аналогичному SOHC VTEC-E, и предназначена для экономичных моторов, таких как в CR-V, Odyssey или Accord. То есть, по сути является VTEC-E, но со вторым распредвалом без VTEC и наличием VTC на впускном валу. Работает на бензине марки Regular.
Оба мотора можно легко различить по выдаваемой мощности: производительные системы выдают до 206 л. с., а экономичные моторы не превышают 173 л. с.

### R-серия
Эта серия моторов стоит особняком от остальных VTEC-моторов. Двигатель одновальный (SOHC i-VTEC), имеет классически для VTEC 3 впускных кулачка на цилиндр, но два из них «большие», а один — «маленький». Большие кулачки управляют своими клапанами постоянно, маленький же может включаться в работу системой i-VTEC от низких до средних оборотов, а не на высоких как обычно для VTEC-систем. Предназначен он для того чтобы временно приоткрывать один из впускных клапанов во время такта сжатия, на манер цикла Аткинсона (Миллера), что снижает насосные потери и позволяет эффективнее проводить рабочий такт. Данное решение позволяет иметь выгоды от топливной экономичности цикла Аткинсона, без существенного усложнения мотора и потери динамических характеристик.

### J-серия
В дальнейшем, i-VTEC появился и на некоторых одновальных двигателях Honda V-6.

## i-VTEC и VCM (Variable Cylinder Management)
В 2003 Honda представила новый двигатель V-6  с системой SOHC i-VTEC и системой отключения части цилиндров VCM. Система может по команде ЭБУ отключать 3 цилиндра (позже и 2), добиваясь снижения расхода топлива в режиме низких оборотов и нагрузок. Потребление топлива при этом чуть превышает соответствующие показатели 4-цилиндровых моторов.
Также, эта технология применена на 4-цилиндровом двигателе объёмом 1,3 л, устанавливаемом на Honda Civic Hybrid.

## i-VTEC I (Injection)
Впервые применена в 2004 году на 2-литровом двигателе типа DOHC, установленном на Honda Stream. Является разновидностью i-VTEC для прямого (непосредственного) впрыска топлива. Отличается возможностью работы на особенно бедной смеси до 65:1, что даёт отличную топливную экономичность.

## AVTEC (Advanced VTEC)
Компанией Honda запатентована версия VTEC с непрерывно изменяемыми временем и ходом клапанов, а также фазами открытия. До этого время и ход клапана в системах VTEC жёстко задавалось профилем кулачков распредвала. Однако, воплощения в серийных автомобильных двигателях эта технология пока не получила (актуально на 2016 год).

## VTEC Turbo
Сочетание системы VTEC, VTC (Variable Timing Control), непосредственного впрыска и турбокомпрессора. Представлено в 2013 году, как часть новой технологической линейки Earth Dreams Technology. Двигатели VTEC Turbo выпускаются в трёх вариантах объёма: 1,0-литровый 3-цилиндровый, 1,5-литровый 4-цилиндровый и 2,0-литровый 4-цилиндровый.
Компания Honda традиционно почти не использовала турбонаддув, предпочитая совершенствования атмосферных двигателей с помощью VTEC. В данной технологии соединились не только VTEC, VTC и турбонаддув, но и также редкий для «Хонды» непосредственный впрыск топлива. В отличие от традиционных систем управления фазами газораспределения Honda на VTEC Turbo регулировка подъема и продолжительности открытия клапанов реализована на выпускном распредвалу, система VTEC используется на низких и средних оборотах ДВС, за счет повышения давления выхлопных газов и быстрого раскручивания турбокомпрессора устраняет турбо-лаг (турбояма), позволяет раньше достичь высоких показателей крутящего момента. 

## VTEC в мотоциклах
Ещё в 1999 году Honda представила на рынке Японии мотоцикл CB400SF Super Four HYPER VTEC. В 2002 году модель VFR800 была представлена с VTEC по всему миру. Система VTEC работает похоже на VTEC-E — полноценно открывается только один из клапанов, либо все вместе.